# Klubben
Ne doit pas être confondu avec Klubben (Lindås).
Klubben est une île norvégienne du comté de Hordaland appartenant administrativement à Bømlo.

## Description
Rocheuse et couverte d'arbres, elle s'étend sur environ 155 m de longueur pour une largeur approximative de 84 m. 